# Najlepsza Partia
Najlepsza Partia (isl. Besti flokkurinn) − dawna islandzka partia polityczna powstała w 2009 roku. Jej założycielem i liderem jest komik Jón Gnarr. Ugrupowanie powstało jako wyraz protestu przeciwko politycznemu establishmentowi, współodpowiedzialnemu za wielki krach finansowy. 
Partia wzięła udział w wyborach miejskich Reykjavíku w maju 2010, obiecując w swoim programie m.in. sprowadzenie niedźwiedzia do miejscowego zoo, bezpłatne ręczniki na basenach, parlament wolny od narkotyków do 2020 oraz niedotrzymywanie obietnic. W wyborach ugrupowanie zyskało największe poparcie ze wszystkich, zdobywając 34,7% głosów i 6 z 15 miejsc w radzie miasta, stając się zarazem największą siłą polityczną w radzie miejskiej stolicy Islandii. Sam Jón Gnarr zgłosił chęć zostania burmistrzem stolicy, którą to funkcję objął 15 czerwca 2010.
Od 2013 jest częścią międzynarodówki pirackiej, zachowując odrębność wobec islandzkiej Partii Piratów. W wyborach parlamentarnych w 2013 politycy Najlepszej Partii kandydowali z list nowo utworzonej partii Świetlana Przyszłość. Jesienią 2013 roku Jón Gnarr zapowiedział, że Najlepsza Partia zostanie w pełni połączoną z Świetlaną Przyszłością przed wyborami lokalnymi w 2014 roku.